# Kowale (sielsowiet Łyntupy)
Kowale (biał. Кавалі; ros. Ковали) – wieś na Białorusi, w obwodzie witebskim, w rejonie postawskim, w sielsowiecie Łyntupy.

## Historia
W czasach zaborów wieś w gminie Łyntupy, w powiecie święciańskim Imperium Rosyjskiego. W 1866 roku miała 120 mieszkańców. 
W dwudziestoleciu międzywojennym wieś i zaścianek leżały w Polsce, w województwie wileńskim, w powiecie święciańskim, w gminie Łyntupy.
W 1931:
- wieś w 20 domach zamieszkiwało 107 osób[2].
- zaścianek w 1 domu zamieszkiwało 9 osób[2].

Miejscowość należała do parafii rzymskokatolickiej w Łyntupach. Podlegała pod Sąd Grodzki w Łyntupach i Okręgowy w Wilnie; właściwy urząd pocztowy mieścił się w Łyntupach.
W wyniku napaści ZSRR na Polskę we wrześniu 1939 miejscowość znalazła się pod okupacją sowiecką. 2 listopada została włączona do Białoruskiej SRR. Od czerwca 1941 roku pod okupacją niemiecką. W 1944 miejscowość została ponownie zajęta przez wojska sowieckie i włączona do Białoruskiej SRR.